# UFC Fight Night: Brown vs. Silva
UFC Fight Night: Brown vs. Silva è stato un evento di arti marziali miste tenuto dalla Ultimate Fighting Championship il 10 maggio 2014 alla U.S. Bank Arena di Cincinnati, Stati Uniti.

## Retroscena
È il secondo evento nella storia dell'UFC che venne ospitato a Cincinnati dopo UFC 77: Hostile Territory del 2007 che vide protagonista l'idolo di casa Rich Franklin impegnato nella sfida per il titolo dei pesi medi contro il campione Anderson Silva.

## Risultati
|                  | Divisione       |                   |                 |                  | Metodo                                      | Round           | Tempo           | Premio          |
| Card principale  | Card principale | Card principale   | Card principale | Card principale  | Card principale                             | Card principale | Card principale | Card principale |
| ---------------- | --------------- | ----------------- | --------------- | ---------------- | ------------------------------------------- | --------------- | --------------- | --------------- |
|                  | Pesi Welter     | Matt Brown        | batte           | Erick Silva      | KO Tecnico (colpi)                          | 3               | 2:11            | FOTN + POTN     |
|                  | Pesi Medi       | Costas Philippou  | batte           | Lorenz Larkin    | KO (pugni)                                  | 1               | 3:47            |                 |
|                  | Pesi Leggeri    | Daron Cruickshank | batte           | Erik Koch        | KO Tecnico (calcio alla testa e colpi)      | 1               | 3:21            |                 |
|                  | Pesi Welter     | Neil Magny        | batte           | Tim Means        | Decisione unanime (29-28, 29-28, 30-27)     | 3               | 5:00            |                 |
|                  | Pesi Massimi    | Soa Palelei       | batte           | Ruan Potts       | KO (pugno)                                  | 1               | 2:20            |                 |
|                  | Pesi Mosca      | Chris Cariaso     | batte           | Louis Smolka     | Decisione non unanime (29-28, 28-29, 29-28) | 3               | 5:00            |                 |
| Card preliminare |                 |                   |                 |                  |                                             |                 |                 |                 |
|                  | Pesi Medi       | Ed Herman         | batte           | Rafael Natal     | Decisione unanime (30-27, 29-28, 29-28)     | 3               | 5:00            |                 |
|                  | Pesi Mosca      | Kyoji Horiguchi   | batte           | Darrell Montague | Decisione unanime (30-27, 30-27, 29-28)     | 3               | 5:00            |                 |
|                  | Pesi Welter     | Zak Cummings      | batte           | Yan Cabral       | Decisione unanime (29-28, 29-28, 29-28)     | 3               | 5:00            |                 |
|                  | Pesi Gallo      | Johnny Eduardo    | batte           | Eddie Wineland   | KO Tecnico (pugni)                          | 1               | 4:37            | POTN            |
|                  | Pesi Piuma      | Nik Lentz         | batte           | Manny Gamburyan  | Decisione unanime (30-27, 30-27, 30-27)     | 3               | 5:00            |                 |
|                  | Pesi Leggeri    | Justin Salas      | batte           | Ben Wall         | KO (pugni)                                  | 1               | 2:41            |                 |
|                  | Pesi Welter     | Albert Tumenov    | batte           | Anthony Lapsley  | KO (pugno)                                  | 1               | 3:56            |                 |

## Premi
I lottatori premiati ricevettero un bonus di 50.000 dollari.
Legenda:
- FOTN: Fight of the Night (vengono premiati entrambi gli atleti per il miglior incontro dell'evento)
- POTN: Performance of the Night (viene premiato il vincitore per la migliore performance dell'evento)

## Incontri annullati
|  | Divisione   |            |        |                    | Motivo                                                                                   |
|  | ----------- | ---------- | ------ | ------------------ | ---------------------------------------------------------------------------------------- |
|  | Pesi Welter | Yan Cabral | contro | Alexander Yakovlev | Yakovlev venne scelto per affrontare Demian Maia a UFC Fight Night: Maldonado vs. Miocic |
|  | Pesi Welter | Neil Magny | contro | William Macario    | Macario rimosso per ragioni non specificate                                              |